# Alan Riverstone McCulloch
Alan Riverstone McCulloch (Sydney, 20 giugno 1885 – Honolulu, 1º settembre 1925) è stato un ittiologo australiano.

## Biografia
Nacque a Sydney e iniziò la sua carriera scientifica all'età di 13 anni, come assistente non retribuito di Edgar Ravenswood Waite presso il Museo Australiano della città natale; Waite lo incoraggiò nello studio della zoologia. Tre anni dopo venne assunto come «assistente meccanico» e altri cinque anni dopo divenne curatore dei pesci, impiego che mantenne fino alla morte.
McCulloch fu un prolifico collezionista e pubblicatore; a partire dal suo primo lavoro del 1906 (pubblicato nei Records of the Australian Museum), non passò un anno senza un suo contributo alla scienza e scrisse in tutto più di 100 lavori originali, molti dei quali illustrati da lui stesso. Per ingrandire le sue collezioni viaggiò moltissimo, raggiungendo il Queensland, l'isola di Lord Howe, la Nuova Guinea, la Grande Barriera Corallina e varie isole del Pacifico. Oggetto principale dei suoi studi furono i pesci, ma tra il 1905 e il 1921 fu anche responsabile della collezione di crostacei e scrisse alcune opere significative sui decapodi. Nel 1922 viaggiò attraverso il Papua con il Capitano Frank Hurley. Nello stesso anno la Società Zoologica Reale del Nuovo Galles del Sud pubblicò la sua Check List of Fishes and Fish-like Animals of New South Wales.
L'intenso lavoro di McCulloch sembra che avesse danneggiato la sua salute, dal momento che fu costretto a trascorrere un anno lontano dagli studi per motivi di salute. Ciononostante, nel 1925 morì a Honolulu. In tutto la sua collezione comprendeva oltre 40.000 esemplari e David Starr Jordan lo considerò «il più grande esporto di pesci dell'emisfero australe». A Lord Howe venne eretto un monumento in sua memoria. Nel 1930 venne pubblicata l'imponente A Check List of the Fishes Recorded from Australia, edita da Gilbert P. Whitley a partire da materiali scritti da McCulloch stesso.